# ピカチュウのなつやすみ
『ピカチュウのなつやすみ』は、1998年に『劇場版ポケットモンスター ミュウツーの逆襲』と共に上映された『ポケットモンスター』の短編映画である。

## 概要
主人公のサトシをはじめ、人間キャラは顔が映らず、代わりにポケモンのみの主要視点で描かれている。また、ニャース以外は人語を話さず、その他のポケモンは鳴き声やジェスチャー等で意思伝達をする描写を多用した。その為、子供と共に映画館に足を運んだ親（大人）からは、「何を言っているか分からない」と言った声が挙がった。しかし、これは製作者側の「ポケモン達が何を伝えたいかは見た子供達が考え、捉えて欲しい」という考えからなされた為であり、見たままの現実を捉えるのではなく、自らの想像力を働かせ、ポケモン達の気持ちを感じて欲しいと言うメッセージが込められている。
このコンセプトは2003年まで及び2012年から再開している同時上映作品の全てで踏襲されている。また2003年の冬には、『ピカチュウのふゆやすみ』という同様のコンセプトの元に製作されたアニメビデオが、『月刊コロコロコミック』を中心とした誌上販売を行われた。

## あらすじ
夏休みを楽しむため、ポケモン広場にやってきたサトシ達一行。ピカチュウは、サトシから皆の面倒を見る様に言われる。
しかし、おなかをすかせたトゲピーが泣き出してしまう。ピカチュウ達はどうにか寝かしつけたものの、おしゃべりをし騒いでいた4匹のポケモン達（カラカラとライチュウ、新ポケモンのブルーとマリル）のせいでトゲピーが起きてしまう。
カラカラたちと言い争いになりそうなフシギダネ達を止めようとするピカチュウであったが、とうとう堪忍袋の緒が切れてライチュウと大喧嘩。ついにはリザードンが誤って遊具に首を突っ込んで抜けなくなってしまう。ピカチュウ達は協力してリザードンを助けることに成功し、無事に皆仲良くなったのだった。

## キャスト
- ピカチュウ - 大谷育江
- トゲピー - こおろぎさとみ
- ゼニガメ - 愛河里花子
- フシギダネ - 林原めぐみ
- リザードン - 三木眞一郎
- ニャース - 犬山犬子
- マタドガス - 石塚運昇
- アーボック - 坂口候一
- ブルー - 龍田直樹
- ライチュウ - 高乃麗
- マリル - かないみか
- カラカラ - 芝原チヤコ
- サトシ - 松本梨香
- カスミ - 飯塚雅弓
- タケシ - 上田祐司
- ナレーター - 佐藤藍子、飯塚雅弓（予告編）

## スタッフ
- 原案 - 田尻智
- アニメーション監修 - 小田部羊一
- エグゼクティブプロデューサー - 久保雅一、川口孝司
- プロデューサー - 吉川兆二、五十嵐智之、盛武源
- アニメーションプロデューサー - 奥野敏聡、神田修吉
- キャラクター原案 - 杉森建、森本茂樹、藤原基史、西田敦子
- 脚本 - 園田英樹
- 絵コンテ・演出 - 浅田裕二
- キャラクターデザイン・総作画監督 - 一石小百合
- 作画監督 - 玉川明洋
- 動画チェック - 榎本富士香
- 色彩設計 - 吉野記通
- 色指定 - 小川吉保
- 検査 - 藤本由起子
- 特殊効果 - 中島正之
- 美術監督 - 工藤ただし
- 撮影監督 - 白井久男
- 編集 - 辺見俊夫
- 編集助手 - 伊藤裕
- 現像 - イマジカ
- 音楽 - たなかひろかず
- 音楽プロデューサー - 吉田隆
- 音響監督 - 三間雅文
- 音響プロデューサー - 南沢道義、中村明子
- 制作担当 - 太田昌二
- 制作進行 - 高橋勝志
- 設定管理 - 播間香織
- 制作 - 小学館プロダクション
- アニメーション制作 - OLM
- 監督 - 湯山邦彦
- 製作 - 河井常吉、富山幹太郎、坂本健、宮川鎮一、福田年秀、河村秀文
- ©︎１９９８ - ピカチュウプロジェクト98 （The Pokémon Company、小学館、テレビ東京、メディアファクトリー、任天堂、トミー、クリーチャーズ、ゲームフリーク、ジェイアール東日本企画、OLM、小学館プロダクション）

## 主題歌
オープニングテーマ「なつやすみファンクラブ」
作詞 - 戸田昭吾、作曲・編曲 - たなかひろかず、歌 - ポケモンキッズ & ポケモンママさん（+ピカチュウ）
エンディングテーマ「ピカピカまっさいチュウ」
作詞 - 戸田昭吾、作曲・編曲 - たなかひろかず、歌 - ポケモンキッズ & オーキド博士（+ピカチュウ）

## 備考
- 当時の『月刊コロコロコミック』誌上では、劇中に登場する「ブルー」と「マリル」を取り違えていた。当時としては、発売前であった『ポケットモンスター 金・銀』に登場する、数少ない新ポケモン情報であった為、一部で混乱を招いた。
- 同時上映の『ミュウツーの逆襲』と共にアニメとシンクロする内容になる予定だったが、ポケモンショックにより放送日程が大幅に遅れてしまった。これにより『ミュウツーの逆襲』はアニメの内容を先取りする状態になってしまったが、当作品はトゲピー初登場の回を急遽、放送予定を早め公開に間に合わせた事からアニメとは大きな違いはなかった（遅れネット局ではテレビ東京の放送順よりさらに早くトゲピー初登場の回を放送していた、ただし放送再開が遅れたこともあり一部では間に合わなくなった地域もある）。

## 受賞歴
- 第16回ゴールデングロス賞最優秀金賞[1]